# Пиццорно, Серджо
Се́рджо Лоре́нцо Пиццо́рно (англ. Sergio Lorenzo Pizzorno; род. 15 декабря 1980, Ньютон-Эббот, Девон, Великобритания) — музыкант, продюсер, один из основателей британской рок-группы Kasabian.

## Биография
Серджо Пиццорно — выходец из итальянской семьи: его дед-автомеханик перебрался из Генуи в Лестер в конце 1950-х годов. Здесь отец Серджо женился на англичанке-учительнице.
Первым увлечением Пиццорно был футбол: в десятилетнем возрасте, будучи крайним форвардом Oadby Town FC, он был замечен скаутом «Ноттингем Форест», и в юношеском составе этого клуба провел год. В возрасте 13 лет Пиццорно увлекся рейв-музыкой: у себя в спальне он начал записывать хард-техно, используя семплер и компьютер Atari. В 1994 году он впервые услышал Oasis и, по собственным словам, «прозрел окончательно». На 15-й день рождения родители подарили ему гитару Vantage за 65 фунтов. Первыми песнями, которые он разучил, были «Live Forever» и «Wonderwall».

### Kasabian
После школы Серджо Пиццорно и его школьный друг Крис Эдвардс поступили в колледж Charles Keen CFE и здесь собрали группу «Saracuse». Двумя другими её участниками были гитарист Крис Карлофф и вокалист Том Мейган. Позднее название коллектива было изменено на «Kasabian».

### Личная жизнь
Серджо со своей супругой Эми имеют двух детей: родившегося в 2010 году Эннио Сильва Пиццорно, а также второго сына — Лучо.

### Сотрудничество
Вместе с Крисом Карлоффом и DJ Shadow записал совместный трек The Tiger. Он вошёл в альбом The Outsider.

## Дискография
В составе Kasabian:
- Kasabian (2004) — гитара, бэк-вокал, фортепиано
- Empire (2006) — гитара, вокал, бэк-вокал
- West Ryder Pauper Lunatic Asylum (2009) — гитара, вокал, бэк-вокал
- Velociraptor! (2011) — гитара, вокал, бэк-вокал
- 48:13 (2014) — гитара, синтезатор, вокал, бэк-вокал
- For Crying Out Loud (2017) — гитара, вокал, бэк-вокал

Прочее:
- Саундтрек к фильму Телохранитель (2010) — композитор
- Noel Fielding's Luxury Comedy (2011) — композитор, совместно с Ноэлем Филдингом

## Интересные факты
- На первом концерте британского тура 2005 года кто-то из фанатов бросил в Серджо бутылкой, из-за чего он не смог продолжать концерт.
- После концерта на V Festival Пиццорно напился до такой степени, что проснулся в гримерке Scissor Sisters. Здесь его привела в чувство — с помощью виски — Ана Матроник. С тех пор они остаются хорошими друзьями.